# Andrei Kovalenco
Pas d'image ? Cliquez ici

a Compétitions nationales et continentales officielles uniquement.

b Matchs officiels uniquement.
Dernière mise à jour le 16 septembre 2022.
Andrei Kovalenco, né le 12 juillet 1971 à Kiev, est un joueur de rugby à XV international espagnol évoluant au poste de demi d'ouverture.

## Carrière

### En club
- 1987-1989 : Aviator Kiev ( Ukraine alors  Union soviétique)
- 1989-1991 : VVA Moscou ( Russie alors  Union soviétique)
- 1994-2004 : Madrid 2012 ( Espagne)
- 2004-2006 : Barcelona Universitari Club (BUC) ( Espagne)
- 2006-2008 : FC Barcelone ( Espagne)
- 2008-2009 : Barcelona Universitari Club ( Espagne)

### En équipe nationale
Il obtient sa première cape internationale le 9 mai 1998 à l’occasion d’un match contre l'équipe du Portugal.

## Statistiques en équipe nationale
- 32 sélections
- 182 points (2 essais, 11 transformations, 49 pénalités, 1 drop)
- Sélections par année : 3 en 1998, 4 en 1999, 2 en 2000, 5 en 2001, 7 en 2003, 2 en 2004, 2 en 2005, 7 en 2006
- participation à la Coupe du monde de rugby 1999 (2 matchs, 15 points)